# Edmund Heldut-Tarnasiewicz
Edmund Wacław Heldut-Tarnasiewicz, ps. „Heldut” (ur. 17 lipca 1892 w Radomiu, zm. 2 kwietnia 1952 w Lublinie) – pułkownik kawalerii Wojska Polskiego, kawaler Orderu Virtuti Militari.

## Życiorys

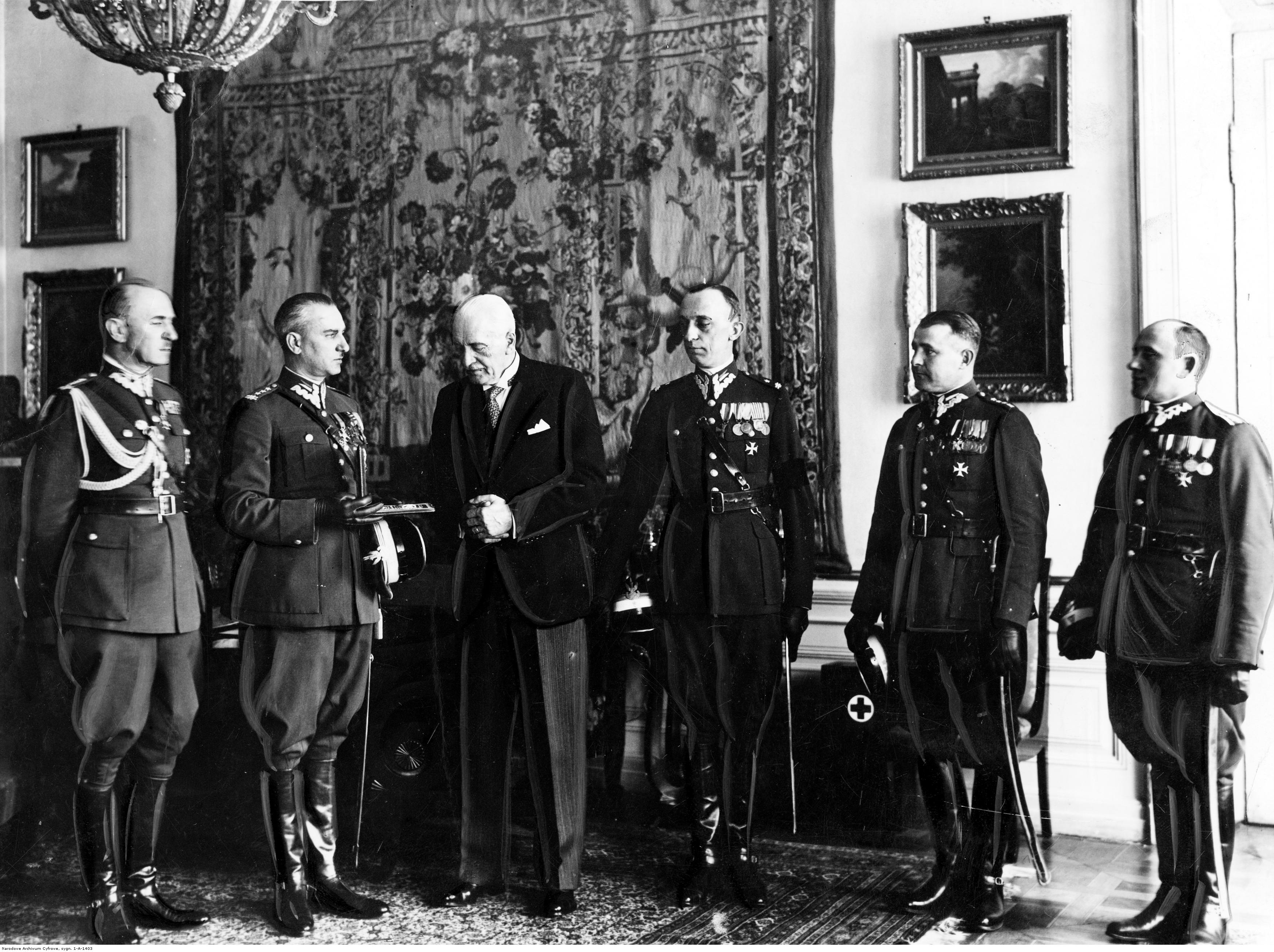
Wręczenie prezydentowi RP Ignacemu Mościckiemu odznaki pułkowej przez delegację 16 puł. 2 kwietnia 1935; płk Edmund Heldut-Tarnasiewicz 2. z lewej

Urodził się 17 lipca 1892 w Radomiu, w rodzinie Jana i Wiktorii z Gajewskich. Absolwent gimnazjum w rodzinnym Radomiu z 1909 i Szkoły Wawelberga i Rotwanda w Warszawie z 1912. W tym roku podjął studia na Uniwersytecie w Gandawie (Belgia). Podczas studiów działał w Związku Strzeleckim. 1 listopada 1912 wszedł w skład Plutonu Gandawskiego Kompanii Belgijskiej pod pseudonimem „Heldut”. W lipcu 1914 rozpoczął w Krakowie kurs instruktorski. Tam po wybuchu I wojny światowej przystąpił do Pierwszej Kompanii Kadrowej. Od 20 sierpnia 1914 służył w oddziale Władysława Beliny-Prażmowskiego, późniejszym 1 pułku ułanów Legionów Polskich. Od 5 lutego do 31 marca 1917 roku był słuchaczem kawaleryjskiego kursu oficerskiego przy 1 pułku ułanów w Ostrołęce. Kurs ukończył z wynikiem dostatecznym. Posiadał wówczas stopień wachmistrza. Latem tego roku, po kryzysie przysięgowym, został internowany w Szczypiornie. W służbie legionowej używał pseudonimu „Heldut”, który w późniejszym czasie przyjął do swojego nazwiska. W 1918 podjął studia na Politechnice Warszawskiej.
U kresu wojny w 1918 wstąpił do Wojska Polskiego. Na początku listopada 1918 został skierowany do Chełma, gdzie formowany były szwadrony 1 pułku ułanów. Od 24 listopada był dowódcą plutonu tej jednostki – 8 stycznia 1919 przemianowanej na 1 pułk szwoleżerów – od 20 kwietnia 1919 dowódcą szwadronu. Uczestniczył w wojnie polsko-bolszewickiej, w trakcie której odniósł rany nieopodal folwarku Bogdanów nad rzeką Dźwina 5 września 1919. Został mianowany porucznikiem kawalerii 1 maja 1920. Za swoje czyny wojenne w szeregach 1 pułku szwoleżerów otrzymał Order Virtuti Militari.
Od 8 lipca 1920 służył w 16 pułku Ułanów Wielkopolskich w stopniu porucznika kawalerii, a dowódca mjr Ludwik Kmicic-Skrzyński wyznaczył go dowódcą 3 szwadronu. Na tym stanowisku walczył przeciwko bolszewikom (za służbę w 15 puł otrzymał Krzyż Walecznych). Od 20 października 1920 był dowódcą szwadronu w 201 pułku szwoleżerów, od 24 stycznia do 1 września 1921 był przydzielony do Centralnej Szkoły Kawalerii w Grudziądzu, od 16 września 1921 był zastępcą dowódcy 3 pułku szwoleżerów w garnizonie Suwałki. Został awansowany do stopnia rotmistrza kawalerii ze starszeństwem z dniem 1 czerwca 1919. W jednostce w 1923 był p.o. instruktora jazdy, a w 1924 był p.o. kwatermistrza. Później został odkomenderowany do szkolnictwa wojskowego: funkcjonował jako komendant szkoły podoficerskiej, następnie jako komendant Szkoły Podchorążych Rezerwy. Po odbyciu kursu w Centrum Wyszkolenia w Rembertowie od 4 czerwca do 18 października 1925, ponownie służył w 3 pułku szwoleżerów. Następnie został awansowany do stopnia majora kawalerii z dniem 1 stycznia 1927. Od grudnia 1927 do 1929 sprawował stanowisko komendanta Szkoły Podoficerów Zawodowych Kawalerii w Jaworowie. Został mianowany podpułkownikiem kawalerii ze starszeństwem z dniem 1 stycznia 1930. Od 1 lipca 1930 pełnił funkcję zastępcy dowódcy 4 pułku strzelców konnych Ziemi Łęczyckiej w Płocku. Później powrócił do 16 pułku ułanów, stacjonującego w Bydgoszczy, w którym od 27 lutego 1932 pełnił funkcję dowódcy. W tym czasie został awansowany na pułkownika kawalerii z dniem 1 stycznia 1935. 26 stycznia 1935 w pałacu w Białowieży Prezydent RP Ignacy Mościcki nadał mu stopień pułkownika ze starszeństwem z dniem 1 stycznia 1935 i 2. lokatą w korpusie oficerów kawalerii. Razem z nim stopień pułkownika otrzymało tylko dwóch oficerów kawalerii: Witold Dzierżykraj-Morawski (lok. 1) i Leon Mitkiewicz-Żołłtek (lok. 3). Z inicjatywy płk. Heldut-Tarnasiewicza zostały wydane rodzinom poległych w walkach o niepodległość Polski ułanów jednostki legitymacje odznaki pamiątkowej. W lipcu 1939 został komendantem Szkoły Podchorążych Kawalerii w Grudziądzu przy tamtejszym Centrum Wyszkolenia Kawalerii.
Po wybuchu II wojny światowej 1939 w okresie kampanii wrześniowej był dowódcą Ośrodka Zapasowego Suwalskiej i Podlaskiej Brygad Kawalerii (jego następcą na tej funkcji był gen. bryg. Wacław Jan Przeździecki). Był organizatorem i dowódcą Brygady Rezerwowej Kawalerii „Wołkowysk”, po agresji ZSRR na Polskę z 17 września 1939 uczestniczył w obronie Polski w walce z Armią Czerwoną (w tym od 21 września w obronie Grodna), po czym był internowany na terenie Litwy. Przy pomocy polskiego poselstwa w Kownie przedostał się przez Sztokholm do Francji. Przebywał w obozach wojskowych do czerwca 1940, następnie ewakuowany do Wielkiej Brytanii. 1 maja 1942 został przeniesiony do I Oficerskiego Baonu Szkolnego i wyznaczony na stanowisko oficera placu Kirkcaldy. Następnie pełnił służbę na stanowisku komendanta Szkoły Podchorążych Piechoty i Kawalerii Zmotoryzowanej w Szkocji, a później zastępcy dowódcy 10 Brygady Kawalerii Pancernej.
Po zakończeniu wojny pozostał na emigracji. W 1947 powrócił do Polski, do Lublina. Pracował w Izbie Przemysłowo-Handlowej. Był rozpracowywany przez Wojewódzki Urząd Spraw Wewnętrznych w Lublinie. Zmarł 2 kwietnia 1952. Jego prochy zostały pochowane w Lublinie
W latach 20. jego żoną została Wanda Leokadia, córka ziemianina Wincentego Juliana Skalskiego, który posiadał majątek Wincentowo. Ich córką była Danuta po mężu Brodowska (1929–2011), działająca w NSZ, późniejsza nauczycielka w Lublinie.
Postanowieniem Prezydenta Rzeczypospolitej Polskiej z dnia 6 października 2021 r. nr 112.75.2021 został mianowany pośmiertnie na stopień generała brygady. 

## Ordery i odznaczenia
- Krzyż Srebrny Orderu Wojskowego Virtuti Militari[31] (30 czerwca 1921)[32]
- Krzyż Komandorski Orderu Odrodzenia Polski
- Krzyż Niepodległości (2 sierpnia 1931)[33]
- Krzyż Oficerski Orderu Odrodzenia Polski (11 listopada 1937)[34]
- Krzyż Walecznych (czterokrotnie)[31]
- Złoty Krzyż Zasługi (10 listopada 1928)[35]
- Medal Pamiątkowy za Wojnę 1918–1921[31]
- Medal Dziesięciolecia Odzyskanej Niepodległości[31]
- Srebrny Medal za Długoletnią Służbę[31]
- Odznaka Pamiątkowa „Pierwszej Kompanii Kadrowej”[36]
- Medal Wojny 1939–1945 (Wielka Brytania)[31]
- Medal Obrony (Wielka Brytania)[31]